# Пирогово (Грязовецкий район)
Пирогово — деревня в Грязовецком районе Вологодской области.
Входит в состав Грязовецкого муниципального образования, с точки зрения административно-территориального деления — в Перцевский сельсовет.
Расстояние до районного центра Грязовца по автодороге — 1 км. Ближайшие населённые пункты — Грязовец, Климово, Бурцево.
По переписи 2002 года население — 206 человек (103 мужчины, 103 женщины). Всё население — русские.
22 июня 1938 года в деревне Пирогово родилась Дьякова (Кукина) Антонина Павловна (участница хоровой капеллы «Народный учитель» под управлением Г. А. Струве)